# Heinz Provost
Heinz Provost född Ferdinand Heinrich Proboscht 1891 i Wien Österrike död 1959 i Sverige, österrikisk-svensk kompositör och musiker. 1935 deltog han i en av Svensk Filmindustri utlyst tävling om musiken till filmen Intermezzo, som han vann med stycket "Souvenir de Vienne". 

## Verk
- 1936 - Intermezzo, Souvenir de Vienne [2]
- 1941 - Intermezzo, A love story [3]